# Élections législatives de 1951 dans le Nord
Les élections législatives françaises de 1951 se tiennent le 17 juin. Ce sont les deuxièmes élections législatives de la Quatrième République.

## Mode de scrutin
Représentation proportionnelle plurinominale suivant la méthode du plus fort reste dans 103 circonscriptions, conformément à la loi des apparentements : les listes qui se sont « apparentées » avant l'élection remportent tous les sièges de la circonscription si leurs voix ajoutées obtiennent la majorité absolue des suffrages exprimés. Il y a 629 sièges à pourvoir.
Le vote préférentiel est admis. 
Les législateurs ne voulant pas que les circonscriptions dépassent les 10 sièges, le département est découpé en 3 circonscriptions. 
- la première correspond à l'arrondissement de Dunkerque, elle est dotée de 4 sièges ;
- la deuxième regroupe l'arrondissement de Lille, qui élit 10 députés ;
- la troisième englobe le reste du département soit les arrondissements de Douai, Valenciennes, Cambrai et Avesnes et élit également 10 sièges.

## Candidats (première circonscription)

### Liste du Parti socialiste SFIO
| N° | Candidats | Candidats       | Parti | Principales fonctions                                    |
| -- | --------- | --------------- | ----- | -------------------------------------------------------- |
| 01 |           | Marcel Darou    | SFIO  | Instituteur, maire adjoint d'Hazebrouck, député sortant  |
| 02 |           | Gustave Robelet | SFIO  | Maire de Dunkerque, ouvrier chaudronnier                 |
| 03 |           | Jean Varlet     | SFIO  | Employé de commerce, ancien résistant déporté, Bourbourg |
| 04 |           | Yvon Lamand     | SFIO  | Professeur, Rosendaël                                    |

### Liste du Rassemblement du peuple français
| N° | Candidats | Candidats       | Parti | Principales fonctions                             |
| -- | --------- | --------------- | ----- | ------------------------------------------------- |
| 01 |           | Auguste Damette | RPF   | Maire d'Hazebrouck, conseiller général            |
| 02 |           | Paul Morel      | RPF   | Pharmacien à Rosendaël                            |
| 03 |           | Joseph Legrand  | RPF   | Cultivateur, premier adjoint au maire de Bailleul |
| 04 |           | Maurice Duvet   | RPF   | Ouvrier du bâtiment à Merville                    |

### Liste de l'Union républicaine, résistante et antifasciste, présentée par le PCF
| N° | Candidats | Candidats        | Parti | Principales fonctions                                    |
| -- | --------- | ---------------- | ----- | -------------------------------------------------------- |
| 01 |           | André Pierrard   | PCF   | Député sortant, instituteur, ancien résistant, Dunkerque |
| 02 |           | Henri Michel     | PCF   | Ouvrier agricole                                         |
| 03 |           | Alphonse Houpert | PCF   | Cheminot                                                 |
| 04 |           | Louis Porte      | PCF   | Agent d'assurances                                       |

### Liste d'Union des indépendants, des paysans et des républicains nationaux
| N° | Candidats | Candidats     | Parti | Principales fonctions                                                              |
| -- | --------- | ------------- | ----- | ---------------------------------------------------------------------------------- |
| 01 |           | Paul Reynaud  | CNIP  | Ancien Président du Conseil, député sortant                                        |
| 02 |           | Roger Deblock | CNIP  | Cultivateur, conseiller général du canton de Wormhout                              |
| 03 |           | Henri Dolain  | CNIP  | Médecin, conseiller municipal de Dunkerque                                         |
| 04 |           | Émile Podvin  | CNIP  | Conseiller général, adjoint au maire d'Hazebrouck, directeur technique de laiterie |

### Liste du Mouvement républicain populaire
| N° | Candidats | Candidats        | Parti | Principales fonctions                           |
| -- | --------- | ---------------- | ----- | ----------------------------------------------- |
| 01 |           | Robert Prigent   | MRP   | Député sortant, ancien ministre, ancien ouvrier |
| 02 |           | Maurice Ioos     | MRP   | Ancien député, cultivateur, Merville            |
| 03 |           | Henri Desbuquois | MRP   | Quincaillier à Hazebrouck                       |
| 04 |           | Robert Dehaene   | MRP   | Agriculteur, maire de Wormhout                  |

## Candidats (deuxième circonscription)

### Liste du Parti socialiste SFIO
| N° | Candidats | Candidats        | Parti | Principales fonctions                                                                     |
| -- | --------- | ---------------- | ----- | ----------------------------------------------------------------------------------------- |
| 01 |           | Denis Cordonnier | SFIO  | Médecin, ancien maire de Lille, conseiller général du canton de Lille-Est, député sortant |
| 02 |           | Rachel Lempereur | SFIO  | Institutrice, conseillère municipale de Lille, député sortant                             |
| 03 |           | Marcel Guislain  | SFIO  | Docteur en médecine, ancien résistant déporté, adjoint au maire de Roubaix                |
| 04 |           | Arthur Notebart  | SFIO  | Représentant en vins, maire de Lomme, conseiller général du canton d'Haubourdin           |
| 05 |           | Émile Dubois     | SFIO  | Secrétaire de mairie, maire de Salomé                                                     |
| 06 |           | Armand Coquart   | SFIO  | Professeur, conseiller de l'Union Française, Lille                                        |
| 07 |           | René Debesson    | SFIO  | Enseignant, Tourcoing                                                                     |
| 08 |           | Kléber Sory      | SFIO  | Ancien ouvrier dans une filature, Roubaix                                                 |
| 09 |           | Louis Bartier    | SFIO  | Retraité, maire de La Chapelle-d'Armentières                                              |
| 10 |           | Émile Thibault   | SFIO  | Tailleur, maire de Mons-en-Pévèle                                                         |

### Liste d'Union républicaine résistante et antifasciste présentée par le PCF
| N° | Candidats | Candidats          | Parti | Principales fonctions                                                                                                  |
| -- | --------- | ------------------ | ----- | --- |
| 01 |           | Arthur Ramette     | PCF   | Ajusteur-mécanicien-forgeron, député sortant, conseiller général du canton de Douai-Sud, conseiller municipal de Lille |
| 02 |           | Isabelle Claeys    | PCF   | Ouvrière du textile, ancienne résistante déportée, ancienne Conseillère de la République, député sortant, Houplines    |
| 03 |           | Jérôme Moerman     | PCF   | Ouvrier du textile, Roubaix                                                                                            |
| 04 |           | Robert Leblond     | PCF   | Dessinateur industriel, Hellemmes                                                                                      |
| 05 |           | René Lemaire       | PCF   | Ouvrier métallurgiste, ancien résistant, conseiller municipal de Tourcoing                                             |
| 06 |           | Paul Durot         | PCF   | Coiffeur, conseiller général, maire de Seclin                                                                          |
| 07 |           | Pierre Simonot     | PCF   | Médecin-conseil à la Sécurité sociale                                                                                  |
| 08 |           | Gustave Ansart     | PCF   | Vérificateur, Croix |
| 09 |           | Rémi Duhem         | PCF   | Cheminot |
| 10 |           | Jean-Marie Fossiez | PCF   | Professeur |

### Liste du Rassemblement du peuple français
| N° | Candidats | Candidats              | Parti | Principales fonctions                                                            |
| -- | --------- | ---------------------- | ----- | -------------------------------------------------------------------------------- |
| 01 |           | René Gaifie            | RPF   | Ingénieur, conseiller général, maire de Lille                                    |
| 02 |           | Paul Theeten           | RPF   | Député sortant (Républicain indépendant), ancien secrétaire du Général de Gaulle |
| 03 |           | Eugène Van der Meersch | RPF   | Conseiller technique, conseiller général                                         |
| 04 |           | André Tribeau          | RPF   | Négociant                                                                        |
| 05 |           | Robert Odoux           | RPF   | Ingénieur                                                                        |
| 06 |           | Pierre Herman          | RPF   | Employé du textile                                                               |
| 07 |           | Marcel Delobel         | RPF   | Ingénieur horticole                                                              |
| 08 |           | Hélène Phalempin       | RPF   |                                                                                  |
| 09 |           | Henri Havet            | RPF   | Régulateur rail-route                                                            |
| 10 |           | Henri Dumortier        | RPF   | Retraité SNCF, maire d'Ascq                                                      |

### Liste du Mouvement républicain populaire
| N° | Candidats | Candidats         | Parti | Principales fonctions                                                                       |
| -- | --------- | ----------------- | ----- | ------------------------------------------------------------------------------------------- |
| 01 |           | Maurice Schumann  | MRP   | Diplomate, député sortant                                                                   |
| 02 |           | Jules Duquesne    | MRP   | Ouvrier apprêteur, député sortant                                                           |
| 03 |           | Jean Catrice      | MRP   | Ancien résistant, député sortant                                                            |
| 04 |           | Paul Delmotte     | MRP   | Représentant, maire de Linselles, conseiller général du canton de Tourcoing-Nord            |
| 05 |           | Michel Paepegaey  | MRP   | Cultivateur, maire d'Annappes                                                               |
| 06 |           | Marie Vander Elst | MRP   | Conseillère municipale de La Madeleine                                                      |
| 07 |           | Jules Defaux      | MRP   | Médecin, conseiller municipal de Lille                                                      |
| 08 |           | Gaston Bastard    | MRP   | Professeur agrégé au lycée de Tourcoing, conseiller général du canton de Tourcoing-Nord-Est |
| 09 |           | Marcel Ducrocq    | MRP   | Directeur commercial, maire de Saint-André-lez-Lille, ancien résistant                      |
| 10 |           | Albert Leroy      | MRP   | Directeur commercial de tissage, maire d'Erquinghem-Lys                                     |

### Liste d'Union des indépendants, des paysans et des républicains nationaux
| N° | Candidats | Candidats          | Parti | Principales fonctions                                                                        |
| -- | --------- | ------------------ | ----- | -------------------------------------------------------------------------------------------- |
| 01 |           | Louis Christiaens  | CNIP  | Député sortant, ancien résistant déporté, Lille                                              |
| 02 |           | Bertrand Motte     | CNIP  | Directeur d'organisations sociales                                                           |
| 03 |           | Jean Leplat        | CNIP  | Médecin, conseiller général du canton de Lannoy, maire de Hem                                |
| 04 |           | Henri Wicquart     | CNIP  | Cultivateur, adjoint au maire d'Herlies                                                      |
| 05 |           | Maurice Hanskens   | CNIP  | Conseiller général du canton de Lille-Sud-Ouest, conseiller municipal de Lille, représentant |
| 06 |           | Edmond Lefebvre    | CNIP  | Adjoint au maire de Tourcoing, directeur d'usine                                             |
| 07 |           | Albert Walquemanne | CNIP  | Maire de Quesnoy-sur-Deûle, marbrier                                                         |
| 08 |           | Jean Desmarets     | CNIP  | Maire de Flers-lez-Lille                                                                     |
| 09 |           | Marcel Véroone     | CNIP  | Avocat, conseiller municipal de Lille                                                        |
| 10 |           | Augustin Thélier   | CNIP  | Maire d'Haubourdin                                                                           |

### Liste du Rassemblement des gauches républicaines
| N° | Candidats | Candidats       | Parti | Principales fonctions |
| -- | --------- | --------------- | ----- | --------------------- |
| 01 |           | André Muller    | RGR   | Industriel            |
| 02 |           | Yves Drion      | RGR   | Agriculteur           |
| 03 |           | Fernand Lambin  | RGR   | Industriel            |
| 04 |           | René Leroy      | RGR   | Directeur d'école     |
| 05 |           | Marie Boidin    | RGR   | Industrielle          |
| 06 |           | Charles Leman   | RGR   | Commerçant            |
| 07 |           | Marcel Bouchez  | RGR   | Directeur commercial  |
| 08 |           | Julien Autier   | RGR   | Fondeur               |
| 09 |           | Albert Leconte  | RGR   | Retraité              |
| 10 |           | Edmond Makereel | RGR   | Artisan horloger      |

### Liste du Rassemblement travailliste français
| N° | Candidats | Candidats         | Parti | Principales fonctions    |
| -- | --------- | ----------------- | ----- | ------------------------ |
| 01 |           | Julien Dalbin     | RTF   | Directeur de périodiques |
| 02 |           | Anaïs Guittard    | RTF   | Professeur               |
| 03 |           | Roger Dardel      | RTF   | Journaliste              |
| 04 |           | Gustave Deplanque | RTF   | Employé                  |
| 05 |           | Roger Senet       | RTF   | Tourneur                 |
| 06 |           | Lucien Gras       | RTF   | Commerçant               |
| 07 |           | Hélène Brion      | RTF   | Institutrice retraitée   |
| 08 |           | Alexandre Demarcq | RTF   | Employé                  |
| 09 |           | Geneviève Rozet   | RTF   | Graveuse sur bois        |
| 10 |           | Maurice Bernon    | RTF   | Artisan mécanicien       |

## Candidats (troisième circonscription)

### Liste d'Union républicaine résistante et antifasciste présentée par le PCF
| N° | Candidats | Candidats          | Parti | Principales fonctions |
| -- | --------- | ------------------ | ----- | --- |
| 01 |           | Henri Martel       | PCF   | Mineur, sénateur du Nord, maire de Sin-le-Noble, conseiller général du canton de Douai-Nord                                    |
| 02 |           | Arthur Musmeaux    | PCF   | Ouvrier métallurgiste, député sortant, conseiller général du canton de Valenciennes-Nord, conseiller municipal de Valenciennes |
| 03 |           | Albert Maton       | PCF   | Député sortant, conseiller municipal de Maubeuge                                                                               |
| 04 |           | Émilienne Galicier | PCF   | Ouvrière de l'alimentation, député sortant,                                                                                    |
| 05 |           | Henri Fiévez       | PCF   | Technicien dans la métallurgie, député sortant, conseiller général, conseiller municipal de Denain                             |
| 06 |           | Paul Leloir        | PCF   | Ouvrier métallurgiste, conseiller municipal de Caudry                                                                          |
| 07 |           | René Vroonhove     | PCF   | Ouvrier métallurgiste, maire de Boussois                                                                                       |
| 08 |           | Marcel Ulrici      | PCF   | Ouvrier métallurgiste, conseiller général du canton de Trélon, maire de Fourmies                                               |
| 09 |           | Malvina Moura      | PCF   | Ménagère |
| 10 |           | Marcel Danjou      | PCF   | Artisan, maire d'Avesnes-les-Aubert                                                                                            |

### Liste du Parti socialiste SFIO
| N° | Candidats | Candidats        | Parti | Principales fonctions |
| -- | --------- | ---------------- | ----- | --- |
| 01 |           | Eugène Thomas    | SFIO  | Instituteur, ancien résistant, Secrétaite d'État à l'Intérieur, maire du Quesnoy, conseiller général du canton du Quesnoy-Est |
| 02 |           | Raymond Gernez   | SFIO  | Journaliste, conseiller général du canton de Cambrai-Ouest, maire de Cambrai, député sortant                                  |
| 03 |           | Robert Coutant   | SFIO  | Journaliste, ancien député, conseiller municipal de Valenciennes                                                              |
| 04 |           | Marcel Bertrand  | SFIO  | Chef de service au Trésor |
| 05 |           | Paul Manouvrier  | SFIO  | Inspecteur d'assurances, conseiller général du canton de Saint-Amand-les-Eaux-Rive droite, maire de Saint-Amand-les-Eaux      |
| 06 |           | Maurice Goniaux  | SFIO  | Commis d'administration, Douai                                                                                                |
| 07 |           | Tarsyle Dewasmes | SFIO  | Instituteur, conseiller général du canton de Condé-sur-l'Escaut, maire de Hergnies                                            |
| 08 |           | Narcisse Pavot   | SFIO  | Instituteur retraité, conseiller général du canton de Solesmes                                                                |
| 09 |           | Olivier Mouton   | SFIO  | Employé EDF, conseiller général du canton de Bouchain, maire de Lourches                                                      |
| 10 |           | Georges Tribout  | SFIO  | Raboteur |

### Liste du Rassemblement du peuple français
| N° | Candidats | Candidats       | Parti | Principales fonctions                                                                        |
| -- | --------- | --------------- | ----- | -------------------------------------------------------------------------------------------- |
| 01 |           | Robert Nisse    | RPF   | Ingénieur civil des mines, Médaille de la Résistance, député sortant Républicain indépendant |
| 02 |           | Henri Mallez    | RPF   | Maître-imprimeur à Cambrai, ancien résistant, député sortant Républicain indépendant         |
| 03 |           | Louise Thuliez  | RPF   | Ancienne résistante                                                                          |
| 04 |           | Adolphe Waymel  | RPF   | Agriculteur à Cuincy                                                                         |
| 05 |           | Pierre Delbreil | RPF   | Ingénieur ICAM, premier adjoint au maire de Valenciennes                                     |
| 06 |           | Robert Gamblon  | RPF   | Fermier, conseiller municipal d'Honnecourt-sur-Escaut                                        |
| 07 |           | Robert Liot     | RPF   | Inspecteur central des contributions, conseiller municipal de Valenciennes                   |
| 08 |           | Fernand Machut  | RPF   | Contrôleur des PTT, conseiller municipal de Douai                                            |
| 09 |           | Émile Druelle   | RPF   | Ancien mineur de fond, Sin-le-Noble                                                          |
| 10 |           | André Joris     | RPF   | Ajusteur à Fourmies, ancien résistant déporté                                                |

### Liste du Mouvement républicain populaire
| N° | Candidats | Candidats            | Parti | Principales fonctions                                                                        |
| -- | --------- | -------------------- | ----- | -------------------------------------------------------------------------------------------- |
| 01 |           | Paul Gosset          | MRP   | Député sortant, journaliste, conseiller municipal de Valenciennes, Médaille de la Résistance |
| 02 |           | Émile Bocquet        | MRP   | Député sortant, agriculteur                                                                  |
| 03 |           | Georges Vandenabeele | MRP   | Médecin, Président du syndicat médical minier du Nord                                        |
| 04 |           | Jean Massin          | MRP   | Négociant en bois, adjoint au maire de Cambrai                                               |
| 05 |           | Noël Bertrand        | MRP   | Ajusteur                                                                                     |
| 06 |           | Oscar Benoit         | MRP   | Retraité des mines, adjoint au maire de Sin-le-Noble                                         |
| 07 |           | Paul Gomez           | MRP   | Tailleur, Maubeuge                                                                           |
| 08 |           | Jean Quennesson      | MRP   | Artisan brodeur, conseiller municipal de Villers-Outréaux                                    |
| 09 |           | Edmond Salé          | MRP   | Comptable, maire d'Orchies                                                                   |
| 10 |           | Fernand Loiseau      | MRP   | Chirurgien-dentiste, conseiller municipal de Saint-Amand-les-Eaux                            |

### Liste du Centre national des indépendants et paysans
| N° | Candidats | Candidats                    | Parti | Principales fonctions                          |
| -- | --------- | ---------------------------- | ----- | ---------------------------------------------- |
| 01 |           | Jean de Robaulx de Beaurieux | CNIP  | Arboriculteur                                  |
| 02 |           | Albert Wigniolle             | CNIP  | Inspecteur général des services administratifs |
| 03 |           | Jean Davaine                 | CNIP  | Cultivateur                                    |
| 04 |           | Marcel Delannoy              | CNIP  | Fermier locataire                              |
| 05 |           | Gaston Mauviel               | CNIP  | Brasseur                                       |
| 06 |           | Henri Dubaille               | CNIP  | Cultivateur                                    |
| 07 |           | Charles Duriez               | CNIP  | Cultivateur                                    |
| 08 |           | Jean Motte                   | CNIP  | Agriculteur                                    |
| 09 |           | Maurice Evrard               | CNIP  | Vétérinaire                                    |
| 10 |           | Fernand Malaquin             | CNIP  | Agriculteur                                    |

### Liste du Rassemblement des gauches républicaines
| N° | Candidats | Candidats          | Parti | Principales fonctions                                |
| -- | --------- | ------------------ | ----- | ---------------------------------------------------- |
| 01 |           | Alphonse Dutouquet | RGR   | Chef du service de presse à la Présidence du Conseil |
| 02 |           | Maurice Pinchon    | RGR   | Confectionneur                                       |
| 03 |           | Adolphe Robillard  | RGR   | Industriel                                           |
| 04 |           | René Guillaume     | RGR   | Administrateur de société                            |
| 05 |           | Paul Bricout       | RGR   | Cultivateur                                          |
| 06 |           | Camille Scohy      | RGR   | Transporteur                                         |
| 07 |           | Léon Fricher       | RGR   | Négociant                                            |
| 08 |           | André Ambis        | RGR   | Employé                                              |
| 09 |           | Fortuné Marchant   | RGR   | Technicien                                           |
| 10 |           | Robert Henri       | RGR   | Secrétaire médical                                   |

## Élus
| Circonscription | Député sortant     | Parti | Parti    | Député élu ou réélu             | Parti | Parti |
| --------------- | ------------------ | ----- | -------- | ------------------------------- | ----- | ----- |
| 1re             | André Pierrard     |       | PCF      | André Pierrard                  |       | PCF   |
| 1re             | Marcel Darou       |       | SFIO     | Marcel Darou                    |       | SFIO  |
| 1re             | Robert Prigent     |       | MRP      | Auguste Damette                 |       | RPF   |
| 1re             | Paul Reynaud       |       | CNIP     | Paul Reynaud                    |       | CNIP  |
|                 |                    |       |          |                                 |       |       |
| 2e              | Arthur Ramette     |       | PCF      | Marcel Guislain                 |       | SFIO  |
| 2e              | Isabelle Claeys    |       | PCF      | Arthur Notebart                 |       | SFIO  |
| 2e              | Augustin Laurent   |       | SFIO     | Émile Dubois                    |       | SFIO  |
| 2e              | Denis Cordonnier   |       | SFIO     | Denis Cordonnier décédé en 1952 |       | SFIO  |
| 2e              | Rachel Lempereur   |       | SFIO     | Rachel Lempereur                |       | SFIO  |
| 2e              | Maurice Schumann   |       | MRP      | Maurice Schumann                |       | MRP   |
| 2e              | Jules Duquesne     |       | MRP      | Jules Duquesne                  |       | MRP   |
| 2e              | Jean Catrice       |       | MRP      | Jean Catrice                    |       | MRP   |
| 2e              | Louis Christiaens  |       | CNIP     | Louis Christiaens               |       | CNIP  |
| 2e              | Paul Theeten       |       | CNIP-RPF | Paul Delmotte                   |       | MRP   |
|                 |                    |       |          |                                 |       |       |
| 3e              | Arthur Musmeaux    |       | PCF      | Arthur Musmeaux                 |       | PCF   |
| 3e              | Émilienne Galicier |       | PCF      | Émilienne Galicier              |       | PCF   |
| 3e              | Albert Maton       |       | PCF      | Albert Maton                    |       | PCF   |
| 3e              | Henri Fiévez       |       | PCF      | Henri Martel                    |       | PCF   |
| 3e              | Eugène Thomas      |       | SFIO     | Eugène Thomas                   |       | SFIO  |
| 3e              | Raymond Gernez     |       | SFIO     | Raymond Gernez                  |       | SFIO  |
| 3e              | Paul Gosset        |       | MRP      | Paul Gosset                     |       | MRP   |
| 3e              | Émile Bocquet      |       | MRP      | Robert Coutant                  |       | SFIO  |
| 3e              | Robert Nisse       |       | CNIP-RPF | Robert Nisse                    |       | RPF   |
| 3e              | Henri Mallez       |       | CNIP-RPF | Henri Mallez                    |       | RPF   |

## Résultats

### Première circonscription  (Dunkerque)
- Il n'y a pas d'apparentement de conclu.
- Les sièges sont répartis à la proportionnelle entre tous les partis.

| Parti    | Parti    | Tête de liste   | Résultats | Résultats | Sièges |  |
| Parti    | Parti    | Tête de liste   | Voix      | %         |        |  |
| -------- | -------- | --------------- | --------- | --------- | ------ |  |
|          | SFIO     | Marcel Darou    | 33 188    | 25,74     | 1      |  |
|          | RPF      | Auguste Damette | 25 979    | 20,15     | 1      |  |
|          | PCF      | André Pierrard  | 23 180    | 17,98     | 1      |  |
|          | CNIP     | Paul Reynaud    | 22 739    | 17,64     | 1      |  |
|          | MRP      | Robert Prigent  | 22 522    | 17,47     | 0      |  |
|          |          |                 |           |           |        |  |
| Inscrits | Inscrits | Inscrits        | 150 495   | 100,00    | 4      |  |
| Votants  | Votants  | Votants         | 131 814   | 87,59     |        |  |
| Exprimés | Exprimés | Exprimés        | 128 937   | 97,82     |        |  |

### Deuxième circonscription  (Lille)
- Les listes de la SFIO, du MRP, du CNIP et du RGR se sont apparentées.
- Leurs voix cumulées représentant plus de 50% des exprimés, les sièges sont répartis à la proportionnelle entre ces listes.

| Parti    | Parti    | Tête de liste     | Résultats | Résultats | Sièges |  |
| Parti    | Parti    | Tête de liste     | Voix      | %         |        |  |
| -------- | -------- | ----------------- | --------- | --------- | ------ |  |
|          | SFIO *   | Denis Cordonnier  | 107 392   | 23,77     | 5      |  |
|          | PCF      | Arthur Ramette    | 106 146   | 23,50     | 0      |  |
|          | RPF      | Paul Theeten      | 95 054    | 21,04     | 0      |  |
|          | MRP *    | Maurice Schumann  | 84 480    | 18,70     | 4      |  |
|          | CNIP *   | Louis Christiaens | 39 409    | 8,72      | 1      |  |
|          | RGR *    | André Muller      | 9 269     | 2,05      | 0      |  |
|          | RTF      | Julien Dalbin     | 8 741     | 1,94      | 0      |  |
|          |          |                   |           |           |        |  |
| Inscrits | Inscrits | Inscrits          | 523 307   | 100,00    | 10     |  |
| Votants  | Votants  | Votants           | 464 181   | 88,70     |        |  |
| Exprimés | Exprimés | Exprimés          | 451 713   | 97,31     |        |  |

### Troisième circonscription (Douai-Valenciennes-Cambrai-Avesnes)
- Les listes de la SFIO et du MRP se sont apparentées.
- Leurs voix cumulées de l'apparentement représentant moins de 50% des exprimés, les sièges sont répartis à la proportionnelle entre toutes les listes.
- Le score de l'apparentement est considéré comme celui d'une liste pour la répartition générale, ensuite la répartition interne des sièges entre apparentées se fait également à la proportionnelle.

| Parti    | Parti    | Tête de liste                 | Résultats | Résultats | Sièges |  |
| Parti    | Parti    | Tête de liste                 | Voix      | %         |        |  |
| -------- | -------- | ----------------------------- | --------- | --------- | ------ |  |
|          | PCF      | Henri Martel                  | 163 809   | 37,21     | 4      |  |
|          | SFIO *   | Eugène Thomas                 | 105 348   | 23,93     | 3      |  |
|          | RPF      | Robert Nisse                  | 97 351    | 22,11     | 2      |  |
|          | MRP *    | Paul Gosset                   | 50 217    | 11,41     | 1      |  |
|          | CNIP     | Jehan de Robaulx de Beaurieux | 12 985    | 2,95      | 0      |  |
|          | RGR      | Alphonse Dutouquet            | 9 024     | 2,05      | 0      |  |
|          |          |                               |           |           |        |  |
| Inscrits | Inscrits | Inscrits                      | 509 952   | 100,00    | 10     |  |
| Votants  | Votants  | Votants                       | 448 790   | 88,01     |        |  |
| Exprimés | Exprimés | Exprimés                      | 440 256   | 98,10     |        |  |